# Ixora mjoebergii
Ixora mjoebergii är en måreväxtart som beskrevs av Elmer Drew Merrill. Ixora mjoebergii ingår i släktet Ixora och familjen måreväxter. Inga underarter finns listade i Catalogue of Life.